# Laboratorio di Ecologia Evolutiva
Il Laboratorio di Ecologia Evolutiva è un laboratorio di ricerca e confronto fondato e coordinato dal prof. Walter Fornasa presso l'Università degli Studi di Bergamo.
Il Laboratorio è stato formalmente attivo tra il 2006 e il 2013.

## Storia
Il Laboratorio di Ecologia Evolutiva viene attivato tra il 2000 e il 2001 dal prof. Walter Fornasa e da un gruppo di ricercatori dell'Università degli Studi di Parma, coinvolgendo, fin dal suo esordio, alcuni studenti successivamente laureati nelle triennali e nelle Specialistiche di Pedagogia e Psicologia dell'Università degli Studi di Bergamo. 
Il Laboratorio opera inizialmente come gruppo informale, che si ritrova mensilmente attorno all’interesse comune di sviluppare una riflessione sulle metodologie e sulle pratiche di ricerca connesse all'orizzonte teorico sistemico-relazionale.
Ottiene una prima forma di riconoscimento come Gruppo di Ricerca a partire dal 2006 da parte dell'allora Facoltà di Scienze della Formazione, sempre presso l'Università degli Studi di Bergamo, e da quell'anno iniziano le pubblicazioni dei suoi componenti in forma individuale e/o in collaborazione.

## Interessi di ricerca
Negli anni il Laboratorio si confronta e sviluppa riflessioni su vari temi grazie al contributo di partecipanti ed ospiti provenienti da diverse aree disciplinari, ma concentra la sua attività di indagine soprattutto negli ambiti delle Scienze dell’Educazione, della Psicopedagogia e della Psicologia dello Sviluppo. 
In questo ambito vengono sviluppati approcci teorici di tipo critico nonché ricerche e interventi, con particolare attenzione agli emergenti modelli qualitativi e narrativi attorno ai temi dell’Ecologia Sociale ed Evolutiva, ovvero delle dinamiche e delle transizioni evolutive lungo l’arco di vita, con particolare riferimento ai contesti formativi.
Tali ambiti di ricerca e intervento si ispirano all’approccio sistemico-costruttivista e relazionale avendo come riferimento autori di area evolutiva come Jean Piaget, Gregory Bateson, Urie Bronfenbrenner, Barbara Rogoff e Erica Burman in campo evolutivo ed educativo, Susan Oyama e Stuart Kauffman in ambito biologico-sociale e Tim Ingold e Margaret Mead in ambito antropologico.
I principali percorsi di ricerca si sono focalizzati sui processi dell'apprendere, l’organizzazione dei sistemi educativi, la cooperazione tra bambini, l’approccio narrativo all’orientamento, l’ecologia della formazione, le condizioni degli sviluppi psicoevolutivi, educativi, della cultura digitale e dell’inclusione, focus che trovano un filo comune nel costrutto generale di “ecologia degli sviluppi”.